# Эпоха (журнал)
«Эпоха» — литературный и политический журнал братьев Михаила Михайловича и Фёдора Михайловича Достоевских. Издавался в 1864—1865 годах, стал преемником журнала «Время».

## История издания
После закрытия журнала «Время» братья Достоевские пытались продолжить издательскую деятельность. Новому журналу придумали название «Эпоха», но в редакции его забраковали, и М. М. Достоевский в ноябре 1863 года предложил название «Правда», понравившееся брату, однако цензура не допустила ни его, ни подобных, как «Дело» — по мнению Николая Страхова, они казались намёком на его статью «Роковой вопрос», из-за которой закрыли «Время». В январе 1864 года М. М. Достоевский получил разрешение на издание под первоначальным вариантом заглавия.. Официально Ф. М. Достоевский не мог значиться ни редактором, ни издателем из-за запрета властей на издательскую деятельность. Два первых выпуска за январь и февраль 1864 года были опубликованы одновременно — в марте. В них вышли первые главы повести Ф. М. Достоевского «Записки из подполья». Вопреки его ожиданиям «Эпоха» не добилась столь большого успеха у подписчиков, которым пользовалось «Время». Попадались читатели, которые с трудом запоминали нерусское название, например, смешивали с «Эхо». Смерть жены Марии Дмитриевны, брата Михаила и ценнейшего сотрудника Аполлона Григорьева, финансовые и организационные сложности стали причинами закрытия журнала. Последний номер «Эпохи» вышел в феврале 1865 года.

## Редакция и редакционная политика
В редакционный кружок журнала входили Михаил и Фёдор Достоевские, Аполлон Григорьев и Николай Страхов.
После смерти М. М. Достоевского летом 1864 года с № 6 издателем-редактором «Эпохи» значилось семейство М. М. Достоевских, а официальным редактором журнала был назначен А. У. Порецкий. «Эпоха» продолжила направление «Времени» и была органом почвенников. Журнал вёл ожесточенную полемику с журналами «Русское слово» и «Современник» Н. А. Некрасова.
Достоевист Давид Магаршак отметил, что Достоевский в журналах «Время» и «Эпоха» никогда не сомневался в том, чтобы бросить вызов радикалам, то есть так называемым нигилистам, и особенно литературным критикам, сплотившимся вокруг журнала «Современник».
Официальная критика советских времён расценивала журнал как реакционный.

## Сотрудники и публикации
В общей сложности «Записки из подполья» заняли первые четыре номера журнала. Рассказ Ф. М. Достоевского «Крокодил» вышел в последнем выпуске журнала от февраля 1865 года. Н. В. Живолупова писала, что долгое время современники и критики считали, что «Крокодил» был «злой пародией на судьбу и учение Н. Г. Чернышевского».
Наряду с произведениями Достоевского «Эпоха» публиковала статьи Аполлона Григорьева, Николая Страхова, произведения известных писателей: повесть Ивана Тургенева «Призраки», очерк Николая Лескова «Леди Макбет Мценского уезда», беллетристику Всеволода Крестовского, Алексея Разина и ряда других авторов. В издании принимали участие Д. В. Аверкиев, А. Н. Майков, А. Н. Плещеев, Я. П. Полонский, К. М. Станюкович, А. П. Милюков, М. А. Филиппов и другие авторы.